# لاري كينيدي
لاري كينيدي هو سياسي كندي، ولد في 8 نوفمبر 1949 في بيرت أندوفر في كندا. حزبياً، نشط في الجمعية الليبرالية لنيو برونزويك ‏. وقد انتخب عضو الجمعية التشريعية لنيو برونزويك ‏.